# Peperomia unduavina
Peperomia unduavina är en pepparväxtart som beskrevs av C. Dc.. Peperomia unduavina ingår i släktet peperomior, och familjen pepparväxter. Inga underarter finns listade i Catalogue of Life.